# Kaoru Kadohara
Kaoru Kadohara (門原 かおる Kadohara Kaoru?), född 25 maj 1970, är en japansk tidigare fotbollsspelare.
Kaoru Kadohara debuterade för japans landslag den 4 december 1993 i en 6–1-vinst över Taiwan. Hon spelade 12 landskamper för det japanska landslaget. Hon deltog bland annat i fotbolls-VM 1995 och OS 1996.